# Santa Cruz do Sul
Santa Cruz do Sul város Brazíliában, Río Grande del Sur államban. Lakosainak száma 133 230 fő (2022). Santa Cruz do Sul Rio Pardo, Vera Cruz, Rio Grande do Sul, Sinimbu, Passo do Sobrado és Venâncio Aires községekkel határos.

## Népesség
A település népességének változása:
| Lakosok száma | 107 632 | 118 374 | 131 365 | 132 271 | 133 230 |
|               | 2000    | 2010    | 2020    | 2021    | 2022    |